# Chémery-sur-Bar
Chémery-sur-Bar era una comuna francesa situada en el departamento de Ardenas, de la región de Gran Este, que el 1 de enero de 2016 pasó a ser una comuna delegada de la comuna nueva de Chémery-Chéhéry al fusionarse con la comuna de Chéhéry.

## Demografía
| Gráfica de evolución demográfica de Chémery-sur-Bar entre 1800 y 2013 |
|                                                                       |

La información demográfica representada en este gráfico de la comuna de Chémery-sur-Bar abarca desde 1800 a 1999 y provienen de la página francesa EHESS/Cassini, mientras que los demás datos fueron obtenidos de la página del INSEE.